# پرویز ملکپور
پرویز ملکپور (زاده ۱۳۲۶ در رفسنجان) نمایندهٔ سابق ایرانیان زرتشتی در مجلس شورای اسلامی ایران است. او صاحب امتیاز و مدیر مسئول ماهنامه چیستا بود که نزدیک به سی سال به سردبیری پرویز شهریاری به چاپ می رسید  پس از در گذشت شهریاری پرویز ملک پور  و شهریار شهریاری فرزند استاد شهریاری به دلیل گرایش های فکری این مجله راضی به ادامه کار این نشریه نشدند. همچنین او کتاب‌هایی دربارهٔ پژوهش‌های عملیاتی (در حوزهٔ ریاضیات و علوم رایانه) دارد.